# Pueblo Viejo
Pueblo Viejo é um município da República Dominicana pertencente à província de Azua.
Sua população estimada em 2012 era de 4 318 habitantes.